# هنس یاکوب نیلسن
هنس یاکوب نیلسن (دانمارکی: Hans Jacob Nielsen; ۲ سپتامبر ۱۸۹۹ – ۶ فوریهٔ ۱۹۶۷) بوکسور اهل دانمارک بود.